# Les Paysans
Les Paysans (em português, Os Camponeses) é um romance de 1844 que integra a série La Comédie Humaine de Honoré de Balzac. Foi publicado em 1855, postumamente, por sua esposa Ewelina Hańska.